# Bethany (Virgínia Ocidental)
Bethany é uma cidade  localizada no estado norte-americano de Virgínia Ocidental, no Condado de Brooke.

## Demografia
Segundo o censo norte-americano de 2000, a sua população era de 985 habitantes. 
Em 2006, foi estimada uma população de 978, um decréscimo de 7 (-0.7%).

## Geografia
De acordo com o United States Census Bureau tem uma área de 
1,9 km², dos quais 1,9 km² cobertos por terra e 0,0 km² cobertos por água. Bethany localiza-se a aproximadamente 208 m acima do nível do mar.

## Localidades na vizinhança
O diagrama seguinte representa as localidades num raio de 12 km ao redor de Bethany. 